# Språk i Mexiko
Det talas ett jämförelsevis stort antal språk i Mexiko. Mexiko är det land i världen med flest spansktalande och en stor majoritet av de 131 miljoner invånarna talar flytande spanska, de flesta av dem enspråkigt. Spanskan är därför de facto erkänt som landets officiella språk, utan att förhållandet registrerats. 
Från och med 1992 definierar mexikansk grundlag landet som «mångkulturellt». Myndigheterna har registrerat 68 indianspråk, varav fyra som isolatspråk.  Enligt «Lagen om språkliga rättigheter» från 2001 räknas alla som «nationalspråk» och är likställda med spanskan. I vissa regioner finns det inhemsk befolkning som enbart behärskar sitt eget minoritetsspråk. Flera icke inhemska språk talas dessutom, varav engelskan dominerar.
Amerikanskt teckenspråk talas av döva i norra Baja California, medan andra grupper har egna, mexikansk, Yucatan och Tijuana teckenspråk.
Mexikos indianspråk brukar indelas så att grupper av dialekter, som är inbördes begripliga, förs ihop till ett språk. Exempelvis räknas nahuatl som ett språk, även om många av dialekterna är mycket olika. Vissa lingvister räknar flera av dialekterna som egna språk, och antalet språk i Mexiko kan därvid stiga till bortåt 100.